# Barely Breathing
Barely Breathing è il primo singolo del cantautore statunitense Duncan Sheik, estratto dal suo primo album omonimo. Inizialmente concepita come una traccia qualsiasi dell'album, la canzone è divenuta una hit regalando popolarità a Sheik.
Barely Breathing è entrata nella Top 20 della classifica di Billboard raggiungendo la posizione #16. Il singolo ha stazionato nella Billboard Hot 1000 per 55 settimane, diventando il quarto brano con la permanenza più lunga di sempre nella classifica.
Il brano ha fatto vincere a Duncan Sheik un BMI Award come "Most Played Song of the Year" nel 1997 e ha ottenuto una candidatura al Grammy Award come "Best Male Pop Vocal Performance" nel 1998.

## Cover
Nel 1998 il cantautore italiano Niccolò Fabi ha inciso una versione in italiano dal titolo Il male minore, incluso nel secondo album Niccolò Fabi e distribuito successivamente sotto forma di CD promozionale.
Nell'ottobre 2012 è stata eseguita in un episodio del telefilm Glee in cui viene interpretata una cover da due dei personaggi principali del telefilm Finn Hudson interpretato da Cory Monteith e Blaine Anderson interpretato da Darren Criss.